# Чемпионат СССР по тяжёлой атлетике 1935
12-й чемпионат СССР по тяжёлой атлетике прошёл с 22 по 24 июня 1935 года в Москве (РСФСР). В нём приняли участие 68 атлетов, разделённых на 6 весовых категорий. Это был последний чемпионат СССР, программа которого состояла из пятиборья (жим, рывок одной рукой, рывок двумя руками, толчок одной рукой  и толчок двумя руками). Впервые в СССР стали использоваться штанги с дисками, вес которых был кратен 2,5 кг.

## Медалисты
| Категория                    | Золото                                | Золото   | Серебро                          | Серебро  | Бронза                                   | Бронза   |
| До 56 кг (легчайший вес)     | Наум Лапидус «Динамо» Минск           | 405 кг   | Александр Донской «Темп» Киев    | 370 кг   | Иван Веселов «Буревестник» Сталино       | 370 кг   |
| До 60 кг (полулёгкий вес)    | Георгий Попов «Динамо» Киев           | 455 кг   | Алексей Петров «Моряк» Ленинград | 420 кг   | Борис Кустов «Динамо» Ленинград          | 417,5 кг |
| До 67,5 кг (лёгкий вес)      | Николай Шатов «Динамо» Ленинград      | 482,5 кг | Владимир Крылов Ашхабад          | 472,5 кг | Израиль Механик Клуб Кухмистерова Москва | 465 кг   |
| До 75 кг (средний вес)       | Николай Кошелев «Металлист» Ленинград | 515 кг   | Дмитрий Поляков «Динамо» Москва  | 500 кг   | Роман Готовцев «Динамо» Ленинград        | 495 кг   |
| До 82,5 кг (полутяжёлый вес) | Аркадий Касперович «Динамо» Харьков   | 502,5 кг | Дмитрий Шишов «Динамо» Ленинград | 500 кг   | Константин Назаров «Металлист» Москва    | 495 кг   |
| Свыше 82,5 кг (тяжёлый вес)  | Серго Амбарцумян «Динамо» Эривань     | 560 кг   | Сергей Черноушко «Динамо» Минск  | 490 кг   | Михаил Морозов «Динамо» Ленинград        | 490 кг   |